# Tegen verkiezingen
Tegen verkiezingen is een essay van historicus David Van Reybrouck uit 2013 (herwerkt in 2016) dat aansluit op zijn pamflet Pleidooi voor populisme uit 2008 en ondertussen vertaald is in enkele talen. Het is uitgegeven door De Bezige Bij. In Tegen verkiezingen stelt Van Reybrouck dat de democratie niet goed meer functioneert en stelt hij een oplossing voor; hij wil namelijk de verkiezingen aanvullen met of vervangen door volksvertegenwoordiging door loting.

## Inhoud
De hoofdstuktitels maken de opbouw van het boek duidelijk:
1. Symptomen (een analyse van de huidige situatie en problemen in het democratisch systeem)
2. Diagnoses (verschillende analyses van de oorzaken van de huidige problemen)
3. Pathogenese (in de geneeskunde betekent dat een historisch beeld van het ontstaan, de ontwikkeling en het verloop van een aandoening; in dit geval van de huidige problemen)
4. Remedies (verschillende oplossingsrichtingen)

### Symptomen
In het eerste hoofdstuk schrijft Van Reybrouck dat zowel de draagkracht als de daadkracht van de politiek afkalft. De afnemende draagkracht leidt hij af uit drie fenomenen. Alsmaar minder mensen gaan stemmen, alsmaar minder mensen zijn trouw aan één partij en alsmaar minder mensen zijn lid van een politieke partij. Er is dus een legitimiteitscrisis. De afnemende daadkracht ziet hij onder andere in langer durend formatieberaad en het toenemende electorale verlies van regeringspartijen.

### Diagnoses
In het tweede hoofdstuk bespreekt de auteur de meest voorkomende diagnoses. Volgens de populisten zijn de politici het probleem, volgens de technocraten is de democratie zelf het probleem en volgens de aanhangers van de directe democratie is de representatieve democratie het probleem. Van Reybrouck stelt een nieuwe diagnose: de verkiezingen zijn het probleem. Ze hebben 200 jaar goed gewerkt, maar nu is het tijd voor iets anders.

### Pathogenese
In dit hoofdstuk geeft Van Reybrouck enkele voorbeelden uit het verleden van democratieën die loting kenden, zoals Athene in de oudheid en Venetië, Firenze en andere Italiaanse steden in de middeleeuwen en renaissance. Hij trekt zes lessen uit de geschiedenis:
1. Loting werd sedert de oudheid in diverse staten gebruikt.
2. Het ging telkens om kleine, stedelijke gebieden en niet iedereen kwam ervoor in aanmerking.
3. Het gebruik van loting viel vaak samen met een periode van welvaart.
4. Het zorgde voor minder conflicten en meer betrokkenheid.
5. Het werd altijd gecombineerd met verkiezingen om competentie te garanderen.
6. Staten die loting kenden, kenden vaak eeuwen politieke stabiliteit.

Uit zijn historisch onderzoek blijkt dat men in Amerika en Frankrijk na de revolutie koos voor verkiezingen omdat men géén democratie wilde. Verkiezingen heetten immers aristocratisch te zijn en men wilde een nieuwe elite aan de macht. Voor dergelijke bestuursvormen gebruikte men aanvankelijk de term 'republiek', maar al gauw ook 'representatieve democratie'. Toen er in de negentiende eeuw gestreden werd voor meer democratie, was dat dan ook voor algemeen stemrecht.

### Remedies
Eind 20e eeuw was er onder (vooraanstaande) denkers wel wat kritiek op de democratie zoals ze was. Er werd ook geëxperimenteerd met loting. De Amerikaan James Fishkin bracht in 1996 bijvoorbeeld 600 lotelingen bijeen om te beraadslagen over de aanstaande presidentsverkiezingen. Ze kregen feitelijke informatie en de kans om met elkaar en experts te spreken. Er was veel toewijding, respect en tolerantie voor afwijkende meningen. Er werd voor, tijdens en na het proces gepeild en het verschil tussen voor en na bleek frappant. De deelnemers waren competenter geworden en verfijnder in hun oordeel. Deliberatieve democratie bleek te werken.
In de 21e eeuw zijn in IJsland, Ierland, Canada en Nederland groepen burgers bijeengebracht om wetten te (her)schrijven. Rekrutering verliep zo: 1) een grote groep werd geloot 2) wie niet wenste deel te nemen, hoefde niet 3) uit de aanwezigen werd de uiteindelijke ploeg geloot. Opvallend was ook hier de genuanceerde argumentatie.
In IJsland werden groepjes burgers gekozen. Deze vergadering bracht wekelijks verslag uit van haar denkproces zodat er feedback van experts en burgers mogelijk was. Een referendum keurde goed wat deze vergadering had besloten.
In Ierland koos men voor een combinatie van gelote burgers en verkozen politici. Ook hier gaven experts en burgers hun input. In een referendum keurden de Ieren in 2015 de voorstellen goed van deze vergadering lotelingen en gekozenen.
In Canada werden voorstellen van de lotelingen verworpen door Referenda. De auteur geeft daarvoor deze verklaring:
1. Burgers geven in een referendum hun ‘raw opinion’ in tegenstelling tot de ‘informed opinion’ van het gelote parlement.
2. De macht van tijdelijke burgerfora weegt niet op tegen die van de gevestigde organen.
3. Politieke partijen waren (uit eigenbelang) vaak tegen de voorstellen.
4. Commerciële media stonden soms vijandig tegenover de vergadering.
5. Er was geen ervaren woordvoerder, geen geld voor een campagne.
6. Mensen zijn geneigd zaken waar ze niet voldoende over weten af te wijzen. (‘If you don’t know, say no.’)

Bij referenda stemmen mensen vaak met hun onderbuik, aldus de auteur. De redenen waarom pers en politiek vaak tegen de resultaten zijn van citizens' assemblies zijn volgens Van Reybrouck dat het voor de pers niet sensationeel genoeg is en voor de politiek bedreigend. Hij merkt op dat veel politici sowieso argwanend staan tegenover gewone burgers.
Ondertussen pleiten veel denkers ervoor om loting toe te voegen aan de verkiezingen. Toch botst ook loting op een aantal bezwaren over representatie en efficiëntie. Ook Terry Bouricius, een ervaren Amerikaanse politicus, was zich bewust van de imperfectie van elke soort vergadering en stelde daarom een "multi-body sortition" voor; gebaseerd op de Atheense democratie. Zijn systeem is complex maar probeert de valkuilen van onbekwaamheid, machtsconcentratie en een gebrek aan representatie te omzeilen. Hij stelt zes vergaderingen voor:
1. Een vergadering die de agenda en de onderwerpen bepaalt waarover wetten moeten komen. De leden worden geloot uit vrijwilligers.
2. Een vergadering bestaande uit vrijwilligers om onderwerpgebonden wetgeving voor te stellen.
3. Een vergadering geloot uit vrijwilligers om wetsvoorstellen te schrijven.
4. Een vergadering geloot uit de totale volwassen bevolking om over wetten te stemmen (deelname verplicht).
5. Een vergadering om te beslissen over procedures en regels van de andere vergaderingen (geloot uit vrijwilligers).
6. Een kleine vergadering die alles controleert en klachten behandelt (geloot uit vrijwilligers).

Volgens Van Reybrouck kan een dergelijk systeem niet van de ene dag op de andere geïmplementeerd worden, daarom stelt hij voor om kleiner te beginnen: een kamer met verkozenen en een kamer (voor België: de Senaat) met gelote burgers. De voordelen van loting zijn velerlei; burgers krijgen de inspraak die ze willen, de kans op corruptie wordt kleiner, er is meer aandacht voor het algemeen belang (want geen partijbelang).

#### Vermeende incompetentie van niet-verkozenen
De auteur weerlegt een bezwaar tegen loting: de vermeende incompetentie van niet-verkozenen:
1. De redenen om tegen loting te zijn, zijn vaak dezelfde die men had tegen het enkelvoudig stemrecht.
2. Een groep gekozenen heeft dan wel meer competentie, maar is ook wereldvreemder.
3. Ook gekozenen zijn niet zó competent; ze hebben competente medewerkers.
4. Een geloot parlement kan expertise inhuren, ze krijgt ook de tijd om zich in te werken.
5. Lotelingen hebben meer tijd om hun werk te doen omdat ze zich niet bezig hoeven te houden met een achterban.
6. In het stelsel met zes vergaderingen is slechts één vergadering niet op basis van vrijwilligheid – alle deelnemers  dragen dus bij naar hun talenten.
7. In volksjury’s (rechtbank) blijken lotelingen hun taak doorgaans ernstig te nemen.
8. Experimenten met burgerfora tonen aan dat ze vaak heel genuanceerd zijn.
9. We aanvaarden wel dat lobbyisten de besluitvorming beïnvloeden, waarom burgers dan niet?
10. Aanvankelijk zouden lotelingen niet alleen heersen – er zou ook nog de gekozen kamer zijn.

"Waar wachten we op?" besluit hij zijn essay.